# Boja noći
Boja noći (eng. Color of Night), američki erotski triler redatelja Richarda Rusha snimljen 1994. godine. Glavne uloge tumače Bruce Willis i Jane March. Film je premijerno prikazan 19. kolovoza doživio slom na boxofficeu i osvojio je Zlatnu malinu za najgori film te godine, ali je sljedeće godine ušao u krug dvadeset najrentiranjih filmova na video tržištu, a dobio je i priznanje časopisa Maxim koji je ustvrdio da film ima najbolje snimljene scena seksa u filmskoj povijesti.

## Radnja filma
Njujorški psihijatar dr. Bill Cappa (Bruce Willis) napušta psihijatrijsku praksu nakon što se njegova pacijentica ubije pred njim, što mu kao posljedicu ostavi psihički poremečaj zbog kojeg ne može vidjeti crvenu boju. Odlazi u Los Angeles kod kolege i prijatelja dr. Boba Moorea Scott Bakula), koji vodi privatnu psihijatrijsku grupu te poziva Cappu da prisustvuje grupnoj terapiji. Međutim, dr. Moore je tajanstveno ubijen u uredu te se Cappa useljava u njegovu kuću i preuzima vodstvo njegove terapeutske grupe kako bi pokušao otkriti njegova ubojicu.
Terapijska grupa sastoji se od petero pacijenata, Clarka (Brad Dourif), koji pat od kompulzivnog poremećaja i inzistira na čistoći; Sondre Dorio (Lesley Ann Warren), nimfomanke i kleptomanske koja ima običaj udavati se za starije bogate muškarce koji iznenada umru; Bucka (Lance Henriksen), ogorčenog bivšeg policajca koji pati od posttraumatskog stresnog poremećaja koji mu se javio nakon brutalnog ubojstva žene i kćeri; Caseyja Heinza (Kevin J. O'Connor), sadomazohist, čiji otac financira njegov umjetnički stil život kako bi ga privolio na grupnu terapiju te šesnaestogodišnjeg dječaka Richieja Dextera, koji muca, ima problem rodnog identiteta i problem s policijom zbog zlouporabe droga.
Policijski poručnik Hector Martinez (Ruben Blades) smatra osumnjičenima za ubojstvo sve članove terapijske grupe, uključujući i njihova novog psihijatra dr. Billa Cappu. U međuvremenu, Cappa upoznaje prelijepu tajanstvenu djevojku Rose (Jane March) s kojom započne strastvenu ljubavnu vezu. Nakon što je ubijen Casey, Cappa otkriva da su svi njegovi pacijenti, izuzev jednog, bili involvirani u ljubavnu vez s Rose.

## Glavne uloge
- Bruce Willis - dr. Bill Cappa
- Jane March - Rosie
- Ruben Blades - pručnik Hector Martinez
- Lesley Ann Warren - Sondra Dorio
- Brad Dourif - Clark
- Lance Henriksen - Buck
- Kevin J. O'Connor - Casey Heinz
- Andrew Lowery - Dale Dexter
- Scott Bakula - dr. Bob Moore

## Zarada
Film je snimljen s budžetom od 40 milijuna USD, a u prvom vikendu prikazivanja zaradio je nešto više od 6,6 milijuna USD. Na američkom tržištu je zaradio svega nešto malo više od 19,700,000 USD, a ukupno je zaradio 46,7 milijuna USD.

## Kritika
Većina kritika bila je izrazito nepovoljna. Na portalu Rotten Tommatoes drži svega 22% pozitivnih preporuka od ukupno 51 kritike. Film se uglavnom kritizira zbog predvidljivog scenarija i loše glumačke izvedbe.